# Дрэпер, Фой
Фой Дрэпер (англ. Foy Draper; 26 ноября 1911, Джорджтаун, Техас — 1 февраля 1943 или 4 января 1943, Кассерин, Французский протекторат Тунис) — американский спринтер, чемпион летних Олимпийских игр 1936 года в Берлине, мировой рекордсмен.

## Биография
Будучи студентом Университета Южной Калифорнии, Дрэпер выиграл чемпионат IC4A в беге на 200 м в 1935 году.
Он также установил мировой рекорд в беге на 100 ярдов (9,4 с), что весьма примечательно, так как Дрэпер имел рост всего 165 см.
На Олимпийских играх 1936 года в Берлине Дрейпер пробежал третий этап эстафеты 4×100 метров за сборную команду США (Джесси Оуэнс, Ральф Меткалф, Фой Дрэпер, Фрэнк Викофф), которая выиграла золотую медаль, установив при этом мировой рекорд — 39,8 с.
Во время Второй мировой войны Дрэпер служил пилотом двухмоторного бомбардировщика Douglas A-20 Havoc в Телепте (Тунис). 4 января 1943 года Дрэпер вылетел в Фондак (Тунис), чтобы принять участие в сражении в Кассаринском перевале. Дрэпер и двое его членов экипажа так и не вернулись из полёта, и датой его смерти обычно называют 1 февраля 1943 года. Он похоронен на Североафриканском американском кладбище и мемориале, находящемся в ведении Американской комиссии по боевым памятникам в Карфагене (Тунис). На надгробии датой его смерти указано 4 января 1943 года.